# Yassine El Ouatki
Yassine El Ouatki, född 10 november 1998, är en fransk fotbollsspelare som spelar för Varbergs BoIS.

## Karriär
El Ouatki fick sin fotbollsfostran i Le Havres akademi och spelade därefter i Rouens ungdomslag. Sommaren 2017 gick han till Paris Saint-Germain och mellan 2019 och 2023 spelade han för B-laget i den franska femtedivisionen National 3.
Den 3 mars 2023 värvades El Ouatki av Varbergs BoIS, där han skrev på ett fyraårskontrakt. El Ouatki debuterade tre dagar senare i en 3–0-förlust mot AIK i gruppspelet i Svenska cupen, där han blev inbytt i den andra halvleken. El Ouatki gjorde allsvensk debut den 3 april 2023 i en 2–2-match mot Mjällby AIF, där han blev inbytt i den 65:e minuten mot Robin Tranberg.